# Caicedonia
Caicedonia – miasto w Kolumbii, w departamencie Valle del Cauca.